# Teenage Life
Teenage Life (с англ. — «Подростковая жизнь») — песня и сингл Даза Сэмпсона, с которой он представил Великобританию на музыкальном конкурсе «Евровидение-2006».

## Исполнение
Песня «Teenage Life» была написана Дазом Сэмпсоном и Рикардо Автобаном (Джон Мэттьюс из группы Cuban Boys), авторами хита 1999 года «Cognoscenti vs. Intelligentsia». 4 марта 2006 года в программе «Making Your Mind Up» на Би-би-си Даз Сэмпсон с этой песней одержал победу и был выбран конкурсантом от Великобритании на Евровидение в Афинах. В британском чарте UK Top 40 она оказалась 14 мая 2006 года, попав в Топ-10, а на следующей неделе поднялась на 8-е место.
В студийной записи Даз Сэмпсон читал рэп-часть песни, которая представляла собой его автобиографию, а хоры исполняли припев. Однако правилами Евровидения записывать чьи-либо голоса для живого выступления запрещалось, поэтому для финального выступления в Афинах были отобраны пять вокалисток — Эмили, Холи, Лиэнн, Эшли и Габриэлла. Одетые в школьную форму, они пели и танцевали во время выступления Даза. Из них только Эмили была профессиональной певицей, участвовавшей в 2003 году в отборе на Евровидение. Ещё одна кандидатка, Джессика, по возрасту не имела права участвовать в конкурсе даже в качестве бэк-вокалистки.
Великобритания на правах члена «Большой четвёрки» Евровидения пропускала квалификационный этап и выступала прямо в финале, однако перед конкурсом было несколько попыток добиться дисквалификации песни Сэмпсона, которая якобы уже звучала более чем за год до конкурса. Тем не менее, до суда дело не дошло, и Сэмпсон выступил с песней «Teenage Life». Итогом стало 19-е место и 25 баллов от 10 стран. В 2013 году в документальном фильме Би-би-си «Как победить на Евровидении» (англ. How to Win Eurovision) Даз признал, что на Евровидении «рэп — не самая лучшая идея, а Европа не была тогда готова к Дазу Сэмпсону».

## Список композиций
1. "Teenage Life" (radio edit) (3:02)
2. "Teenage Life" (Uniting Nations remix) (6:48)
3. "Teenage Life" (JJ Mason remix) (5:40)
4. "Teenage Life" (Paul Keenan remix) (6:37)
5. "Teenage Life" (Rap-A-Long mix) (3:02)

## В хит-парадах
| Чарт (2006)                        | Высшая позиция |
| ---------------------------------- | -------------- |
| UK Singles Official Charts Company | 8              |